# René E. Mueller
René E. Mueller (* 3. Mai 1929 in Bern als Ernst René Müller; † 6. Februar 1991 in Kovalam; heimatberechtigt in Boltigen) war ein Schweizer Schriftsteller und Lebenskünstler.

## Leben
In seiner Kindheit wurde er als Unerziehbarer administrativ versorgt. Von 1934 bis 1982 stand er unter Vormundschaft. 1959 lernte er Friedrich Dürrenmatt im Berner Atelier-Theater kennen, wo Mueller als Inspizient arbeitete. Dürrenmatt und Dieter Bührle unterstützten seine schriftstellerischen Tätigkeiten. Er wurde als Kenner des Berner nonkonformistischen Untergrundes bekannt. Am 3. Mai 1991 starb er im Hotel Neelakanta im südindischen Strandort Kovalam an einem Verschluss verengter Herzkranzgefässe. Seine Asche wurde über dem Indischen Ozean verstreut.

## Rezeption
1987 erhielt Mueller für den Gedichtband Geliebte Tödin den Stadtberner Buchpreis für 5000 Franken.

«René E. Mueller von Boltigen im Simmental hat wohlweislich die Schweiz verlassen. Seine Lebensführung stiess auf Schwierigkeiten. Einige seiner Gedichte sind gut. Vielleicht sogar viele. Der Roman, von dem er mir freilich nur berichtete, klingt elementar. Das Wort Dichter liebt er nicht. Wenden Sie es deshalb bei ihm nicht an.»

## Zitat
Das Brot ist hart, das Wasser fade,

Keine Cigaretten – schade,

Aus dem Kübel der Gestank

Macht mich krank,

Doch auf meinem Arsche tanzen

Quietschvergnügt zwei Dutzend Wanzen!

## Werke
- Poetische Aderlässe.  Viktoria-Verlag, Bern 1960.
- Geheul um Gabriela. Ein lyrisches Pamphlet.  Lukianos-Verlag H. Erpf, Bern 1968.
- Engel der Strasse. Ein Anti-Roman.  Mantram-Verlag, Bern 1976.
- Geheul um Gabriela.  Verlag Nachtmaschine M. Jenny, Basel 1983, ISBN 3-85816-047-4.
- Geliebte Tödin. Poetische Aderlässe.  Ernst Roth Verlag, Amriswil 1986.